# Marco Polo (anime)
Marco Pollo (アニメーション紀行 マルコ・ポーロの冒険, Animation kikō Marco Polo no boken, lit. "As Histórias de Marco Polo a Animação") é uma série de anime produzida pela Madhouse entre 7 de abril de 1979 até 5 de abril de 1980. Foi baseado nas aventuras de Marco Polo. Ele é o único que fez a inserção de imagens ao vivo em um estilo de documentário. Foi ao ar no Japão pelo canal NHK.
Em Portugal foi emitido no espaço Tempo Dos Mais Novos da RTP1 com dobragem italiana com legendas em português em 1983.

## Enredo
Livremente baseado no livro As Viagens de Marco Polo.
A história se passa a partir de 1271. Marco é um garoto de 17 anos que, juntamente com seu pai, Niccolò e seu tio Matteo embarca em uma grande jornada para o Oriente. As muitas pessoas que se reúnem Marco e as muitas experiências e aventuras irão acompanhá-lo em seu amadurecimento.

## Músicas
Abertura italiana
"L'Oriente di Marco Polo", música de Stelvio Cipriani, texto de Franca Evangelisti e interpretação de Oliver Onions.
Encerramento italiano
"Marco Polo", música de Guido e Maurizio De Angelis, texto de Cesare De Natale e interpretação de Oliver Onions.

## Dublagem
| Personagem        | Voz japonesa    | Voz italiana          |
| ----------------- | --------------- | --------------------- |
| Marco Polo        | Kei Tomiyama    | Claudio Capone        |
| Matteo Polo       | Kousei Tomita   | Carlo Baccarini       |
| Niccolo' Polo     | Yasuo Hisamatsu | Marcello Tusco        |
| Kumi              |                 | Massimiliano Manfredi |
| Princesa Kokachin | Hiroko Suzuki   | Roberta Greganti      |
| Champodo          | Akira Kamiya    |                       |
| Sceriffo          | Goro Naya       |                       |
| Capitão do Navio  |                 | Vittorio Congia       |
| Narrador          | Asao Koike      | Oreste Rizzini        |